# 皮特·胡克斯特拉
皮特·胡克斯特拉（英語：Pete Hoekstra；1953年10月30日—），荷蘭裔美國人，密西根州的共和黨籍前資深聯邦眾議員，曾於2004年至2007年期間担任众议院情报委员会主席。2018年1月10日至2021年1月17期間擔任美國駐荷蘭大使。在2024年11月20日被提名爲美國駐加拿大大使。